# باتريك هاين
المشير الجوي السير باتريك «بادي» باردون هاين (بالإنجليزية: Sir Patrick "Paddy" Bardon Hine)‏ (ولد في 14 يوليو 1932) أحد كبار قادة سلاح الجو الملكي السابقين. أبرز مشاركاته كونه قائد مشترك لجميع القوات البريطانية خلال حرب الخليج الثانية.

## المسيرة العسكرية
ولد هاين بالقرب من ساوثهامبتون وتلقى تعليمه في مدرسة بيتر سيموندز في ونشستر. هو لاعب غولف متميز للهواة ومثل إنجلترا في عامي 1948 و1949 وحصل على بطولة مقاطعة هامبشاير وكأس كاريس وكأس برابازون في عام 1949. دخل في سلاح الجو الملكي في لجنة الخدمة الوطنية بصفته ضابط طيار قيد الاختبار في 22 مارس 1951 وتم إعادة تعيينه كموظف تجريبي في 6 فبراير 1952. تم تعيينه كموظف تجريبي في 14 أكتوبر 1952 (الأقدمية من 6 فبراير 1952) وتمت ترقيته إلى ضابط طيران في 20 مارس 1953. عين في لجنة دائمة في سلاح الجو الملكي البريطاني في 1 أكتوبر 1953 في رتبة ضابط طيران.
بصفته ضابط صغير فقد حلق في غلوستر ميتيور ثم هوكر هنتر. تمت ترقيته إلى ملازم طيران في 20 سبتمبر 1956. من عام 1957 إلى عام 1959 قام بأداء السهام السوداء ثم فريق عرض أيروباتيكش سلاح الجو الملكي. حصل على جائزة الملكة للخدمة الجوية القيمة في عام 1960 ضمن قائمة تكريمات الميلاد. تمت ترقيته إلى قائد سرب في 1 يوليو 1962 وعين ضابط قيادة للسرب رقم 92. في 1 يناير 1968 تمت ترقيته إلى قائد جناح وتمت ترقيته إلى قائد مجموعة في 1 يناير 1972.
في 1 يوليو 1975 تمت ترقيته إلى قائد جوي وعين مديرا للعلاقات العامة في سلاح الجو الملكي البريطاني. شغل منصب كبير موظفي الأركان الجوية في المقر الرئيسي للمكتب الإقليمي لألمانيا في عام 1979. تمت ترقيته إلى منصب نائب مدير في 1 يناير 1980 وعين مساعد رئيس الأركان الجوية في وزارة الدفاع في العام التالي. أصبح قائد القوات الجوية التكتيكية الثانية والقائد العام لسلاح الجو الملكي الألماني في ألمانيا في عام 1983.
رقي إلى مشير جوي في 1 يوليو 1985 وأصبح نائبا لرئيس هيئة الدفاع في ذلك العام. في أواخر عام 1987 تم تعيينه عضو جوي للإمداد والتنظيم.
عين هاين ضابط القيادة الجوية للقائد العام للهجوم في عام 1988. تمت ترقيته إلى فارس ثليبي كبير في قائمة تكريمات السنة الجديدة 1989.
كان قائدا مشتركا لجميع القوات البريطانية خلال حرب الخليج الثانية. تم تعيينه فارس صليبي كبير من آمر الإمبراطورية البريطانية في عام 1991 ضمن قائمة تكريمات الميلاد.
تقاعد هاين من سلاح الجو الملكي البريطاني في عام 1991 وبعد ذلك أصبح مستشارا عسكريا لشركة بريتش ايروسبيس التي تقاعد منها في أبريل 1999. قبل عامين في عام 1997 منح هاين لقب ذراع الملك لأمر الإمبراطورية البريطانية مما جعله الموظف المسئول عن منح النبالة.
أصبح عضوا في نادي الغولف الملكي القديم في عام 1995 وفي مايو 2010 تم ترشيحه ليكون قائد النادي لعام 2010-11.

## العائلة
متزوج من جيل ولديهما ثلاثة أبناء.